# Floyd Westerman
Pour les articles homonymes, voir Westerman.
Floyd Westerman dit Red Crow (Réserve indienne de Lake Traverse, 17 août 1936 - Los Angeles, Centre médical Cedars-Sinaï, 13 décembre 2007) est un musicien, acteur et militant amérindien du Dakota du Sud. Il est inhumé au cimetière Saint-Matthew de Veblen (Dakota du Sud).

## Filmographie

### Cinéma
- 1990 : Danse avec les loups
- 1991 : The Doors
- 1997 : The Brave
- 2003 : Les Énigmes de l'Atlantide
- 2004 : Hidalgo

### Série télévisée
- 1988 : MacGyver : Deux-Aigles (saison 3, épisode 17 "Le masque du loup")
- 1993 : Walker, Texas Ranger : Oncle Ray (saison 1 et 2 ) 26 épisodes
- 1995-1999 : X-Files : Albert Hosteen (5 épisodes)
- 1997 : Le Caméléon : Deux-Plumes (Saison 1 - Épisode 9)